# برت بارلو
برت بارلو (انگلیسی: Bert Barlow; ۲۲ ژوئیهٔ ۱۹۱۶ – ۱۹ مارس ۲۰۰۴) بازیکن فوتبال اهل انگلستان بود.
از باشگاه‌هایی که در آن بازی کرده‌است می‌توان به باشگاه فوتبال پورتسموث، باشگاه فوتبال کولچستر یونایتد، باشگاه فوتبال بارنزلی، باشگاه فوتبال لانگ ملفورد، باشگاه فوتبال ولورهمپتون واندررز، باشگاه فوتبال براینتری تاون، و باشگاه فوتبال لستر سیتی اشاره کرد.